# Ledovec Gangotri

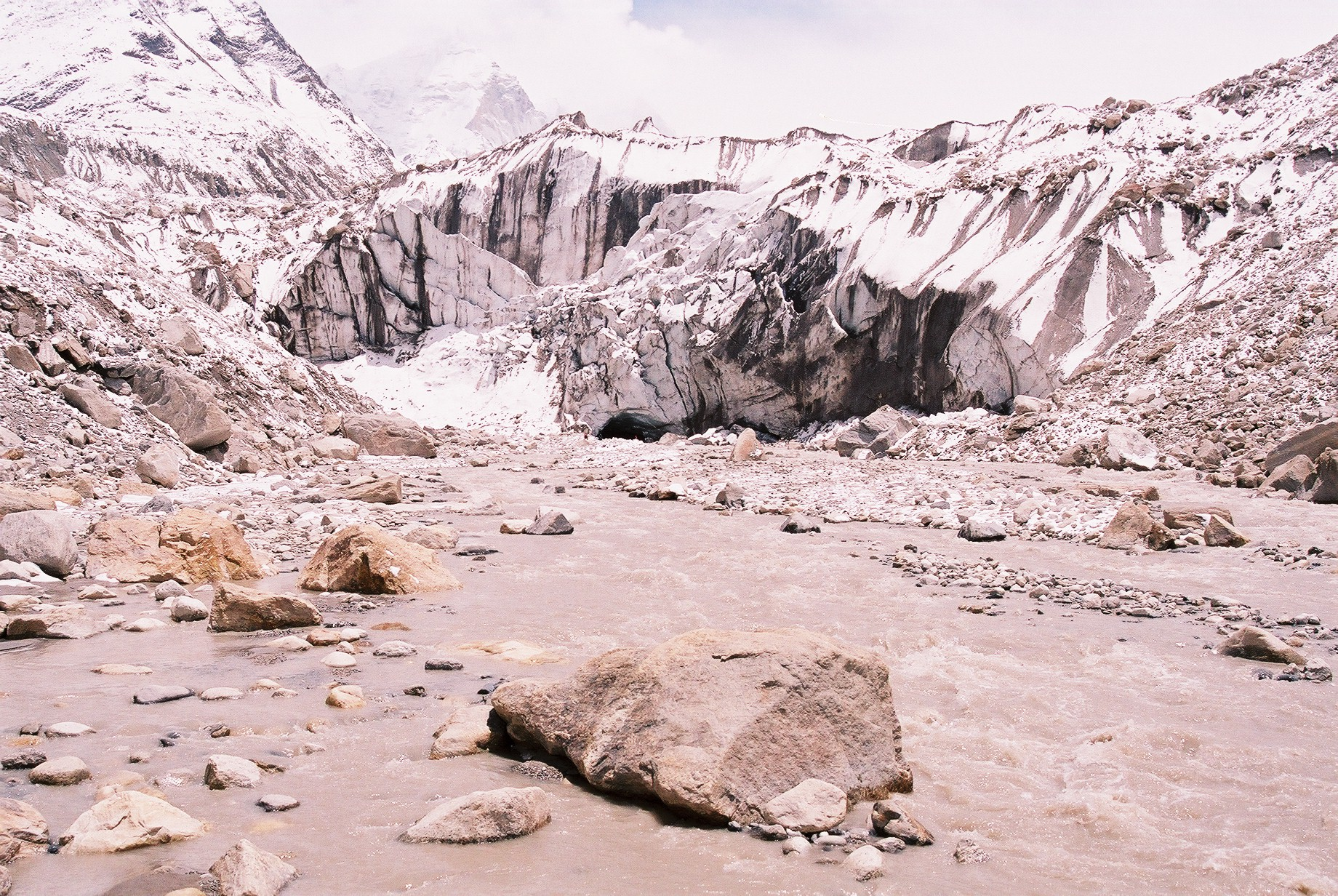
Gomukh

Ledovec Gangotri (v sanskrtu a hindi गंगोत्री) se nachází v okrese Uttarkaši, v indickém státu Uttarákhand, v oblasti hraničící s Tibetem. Tento ledovec, jeden z hlavních zdrojnic Gangy, je jedním z největších v Himálaji s odhadovaným objemem přes 27 kubických kilometrů. Ledovec je asi 30 kilometrů dlouhý a 2 až 4 kilometry km široký. Zaujímá plochu 144 km² (2012). Kolem ledovce jsou vrcholy masivu Gangotri, včetně několika vrcholů známých svými extrémně náročnými lezeckými cestami, jako jsou hory Šivling, Thalaj Sagar, Meru a Bhagirathi III. Ztéká zhruba k severozápadu a pochází z karu pod Čaukhambou, nejvyšším vrcholem masivu.
O čelu ledovce Gangotri se říká, že připomíná ústa krávy, a místo se nazývá Gomukh nebo Gaumukh (gou, kráva a mukh, tvář). Gomukh, ležícím asi 19 km od města Gangotri, je přesným zdrojem řeky Bhagirathi, významného přítoku Gangy . Gomukh leží poblíž základního tábora od Šivlingem; mezi nimi leží louka Tapovan.
Ledovec Gangotri je tradiční hinduistické poutní místo. Oddaní hinduisté považují koupání v ledových vodách poblíž města Gangotri za posvatný rituál a mnozí se vydávají až na cestu do Gomukhu, z nichž někteří pokračují až na Tapovan. Je třeba projít z Gangotri do Gaumukhu a projít cestou přes Devgadh, Chirbhasu a Bhojwasu. V současné době je ubytování k dispozici pouze na Bhojwase, ačkoli lesní kontrolní stanoviště se nachází jak v Chirbhase, tak v Bhowase. Povodně v roku 2013 zničily většinu této stezky a přístup je nyní trochu obtížnější pod Chirbhasou, kvůli zhoršení stezky a 2 km širokému pásu vodou přinesených kamenů.

## Geologie

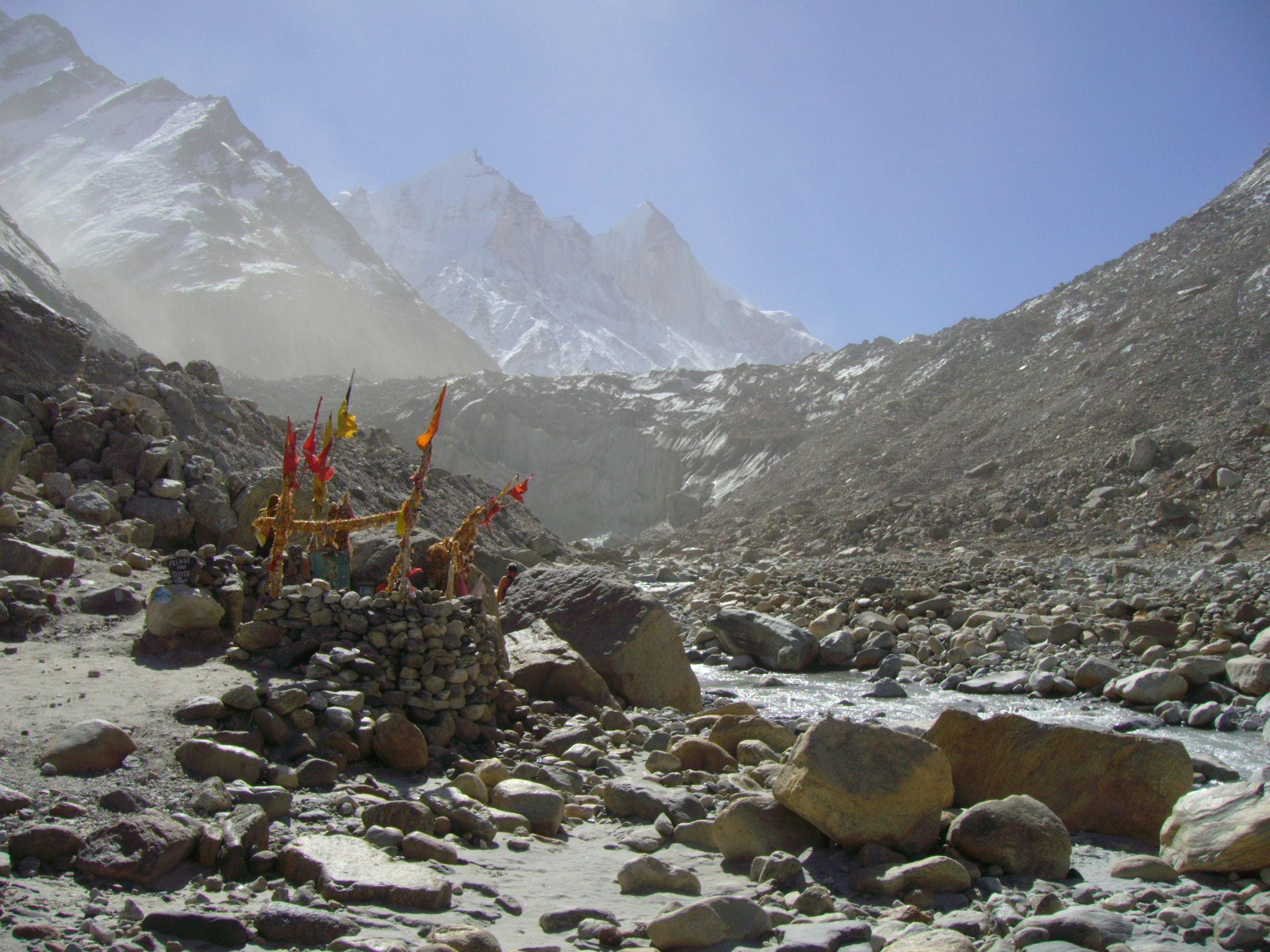
Malá svatyně v Gaumukh, ledovec Gangotri.

Ledovec Gangotri je ledovec údolního typu, který se nachází ve okrese Uttarkaši v Garhválském Himálaji v Uttarákhandu a teče směrem na severozápad. Tento ledovec je ohraničen mezi 30°43'22"- 30°55'49" s. š. a 79°4'41"- 79°16'34" v. d. Zasahuje od nadmořské výšky výšky 4120 do 7000 m. Tato oblast se nachází severně od Hlavního centrálního násunu a je tvořena podložím ze žuly, granátových slídových břidlic, křemenných biotitickýchbřidlic, kyanitových břidlic, augenské ruly a páskovaných augenových ruly Ledovec se skládá z různých usazovacích prvků, jako jsou talusové kužely, lavinové vějíře, sněhové mosty a kopečky ledu a erozní prvky jako pyramidové a kuželové vrcholy, zoubkované hřebenové hřebeny, ledovcové žlaby, hladké skalní stěny, skalní útesy a ocasy, vodopády, skalní pánve, rokle a ledovcová jezera. Po celém ledovci Gangotri je vytvořeno několik podélných a příčných trhlin, podél kterých se rozpadají ledové bloky. Ablační zóna ledovce Gangotri je pokryta hustou hromadou supraglaciálních morén a je charakterizována několika ledovými úseky, které se tají v supraglaciálních jezerech . Vzhledem k poklesu a rychle se zhoršující povaze ledovce je jeho střed plný supraglaciálních jezer. V této části vyšších Himálají převládá v říčním systému ledová voda z taveniny.
Celková ledová pokrývka je přibližně 144 km² a ledovec obsahuje asi 20 km³ ledu (1998).

## Ústup

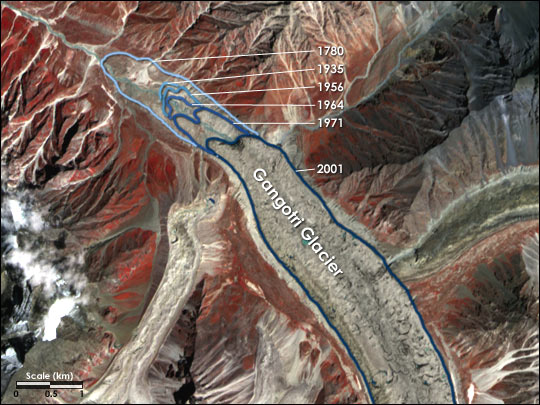
Ústup ledovce Gangotri

NASA ve spolupráci s vědci z United States Geological Survey (USGS) a National Snow and Ice Data Center (NSIDC) vyvíjí globální soupis všech světových ledovců, aby pomohli vědcům sledovat historii každého ledovce. Podle nich je ledovec Gangotri aktuálně 30,2 km dlouhý a 0,5 až 4m široký. Je jedním z největších v Himálaji. Od začátku měření v roce 1780 tento ledovec neustále ustupuje. Data za 61 let (1936–1996) ukazují celkový ústup ledovce Gangotri o 1147 m, s průměrnou rychlostí 19 m za rok. Mezi lety 1968-2006 ledovec ustoupil o 800 m, přibližně 20 m za rok.